# 117. вечити дерби у фудбалу
117. вечити дерби у фудбалу је фудбалска утакмица одиграна у Београду 3. новембра 2001. године, између Црвене звезде и Партизана. Утакмица се завршила резултатом 0 : 0.